# Xianliang (köpinghuvudort i Kina, Zhejiang Sheng, lat 27,65, long 119,22)
Xianliang (kinesiska: 贤良镇) är en köpinghuvudort i Kina. Den ligger i provinsen Zhejiang, i den östra delen av landet, omkring 300 kilometer söder om provinshuvudstaden Hangzhou. Antalet invånare är 1 482. Befolkningen består av 731 kvinnor och 751 män. Barn under 15 år utgör 12,0 %, vuxna 15-64 år 65 %, och äldre över 65 år 21,0 %.
Runt Xianliang är det ganska tätbefolkat, med 90 invånare per kvadratkilometer. Närmaste större samhälle är Wudabao, 7,2 km sydväst om Xianliang. I omgivningarna runt Xianliang växer i huvudsak blandskog.
Genomsnittlig årsnederbörd är 2 342 millimeter. Den regnigaste månaden är juni, med i genomsnitt 422 mm nederbörd, och den torraste är oktober, med 61 mm nederbörd.